# Lommis
Lommis est une commune suisse du canton de Thurgovie, située dans le district de Münchwilen.

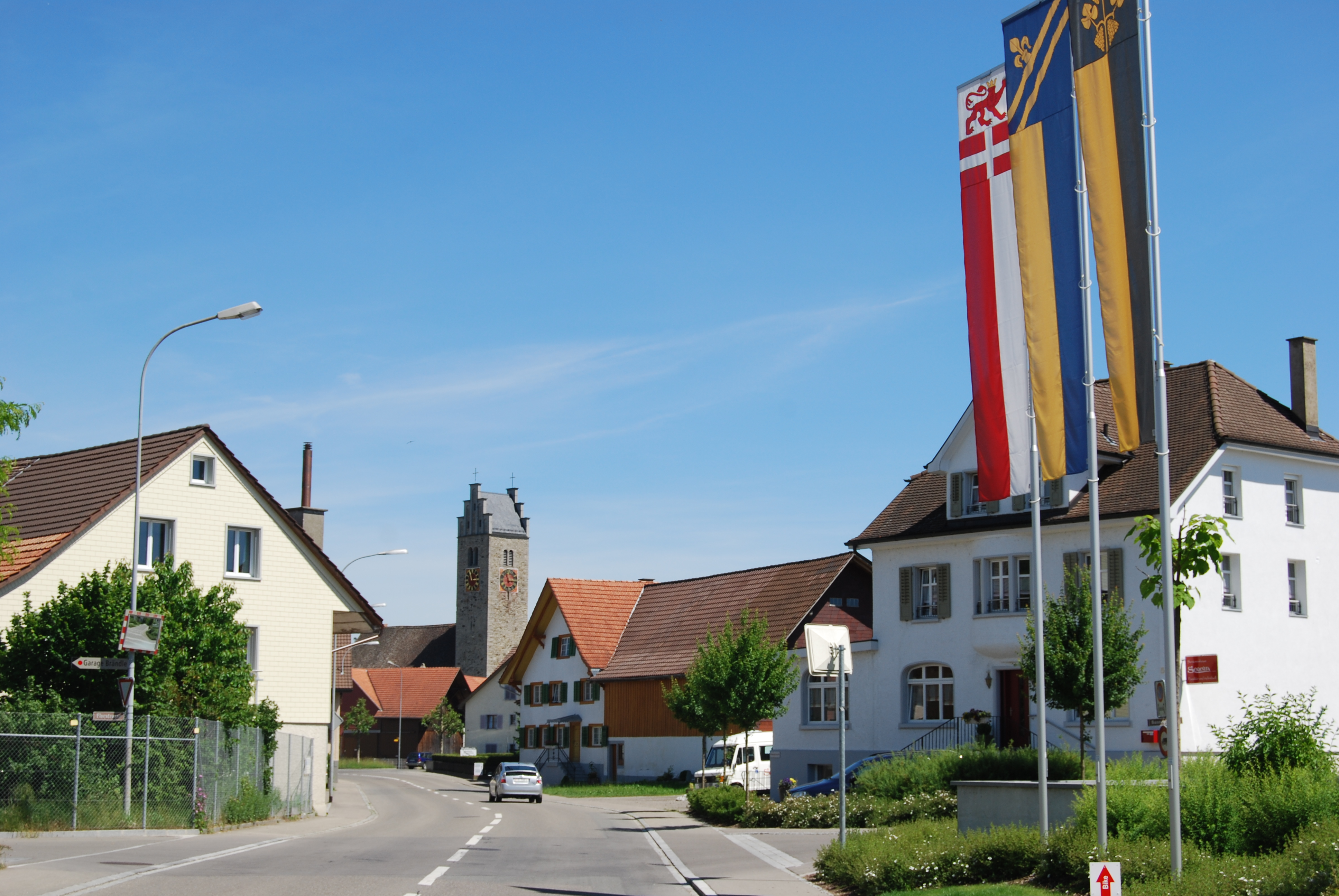
Lommis.

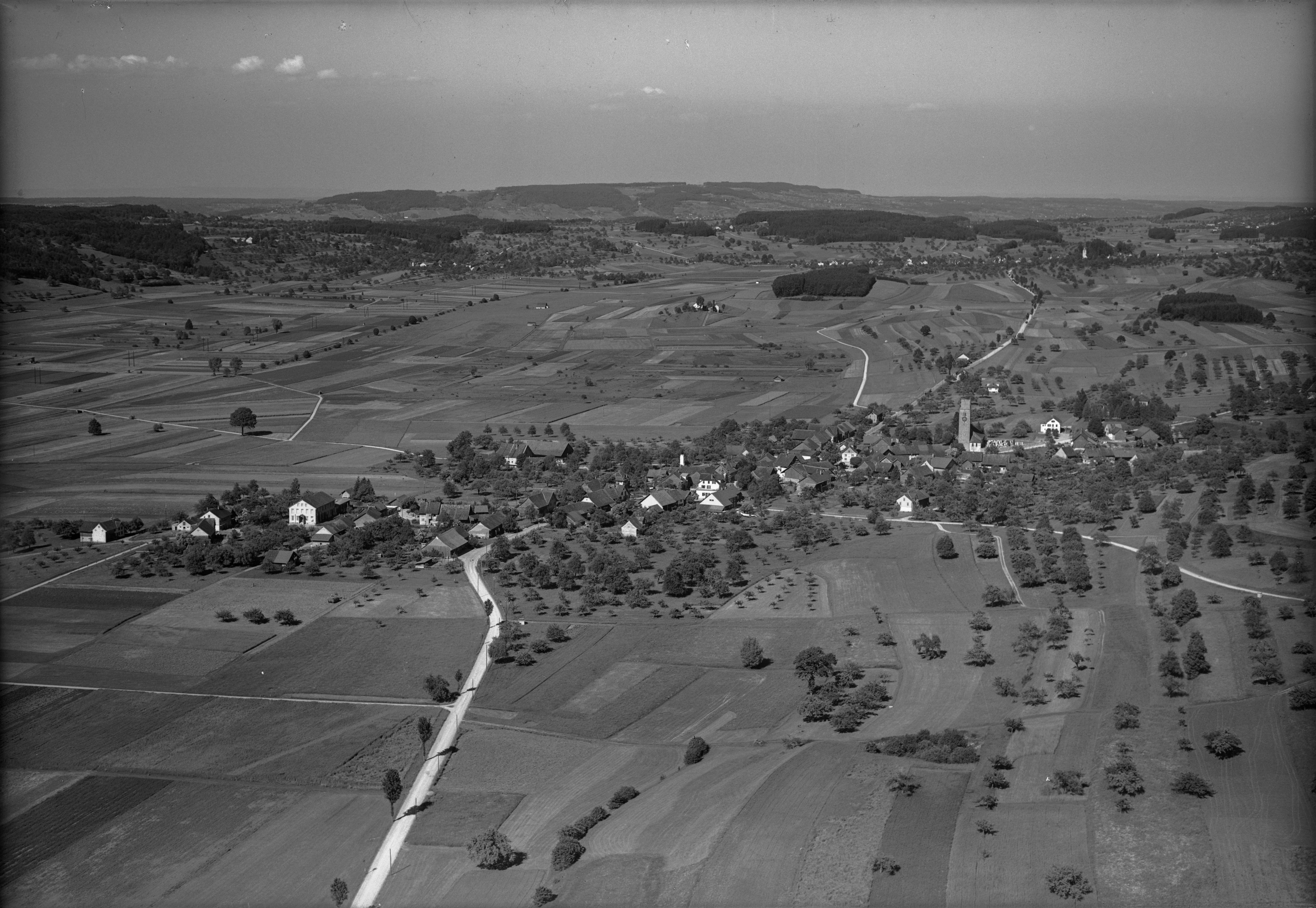
Photo aérienne (1950).

## Monuments et curiosités
- L'église paroissiale Saint-Jacques est déjà mentionnée en 1214. Elle constitue un ensemble à deux nefs, la nef principale remontant au Moyen Age. Des remaniements datent du gothique tardif[3].
- L'église réformée a été construite en 1966 par les architectes thurgoviens Willy Kräher et Karl Jenni.